# 7 návyků skutečně efektivních lidí
7 návyků skutečně efektivních lidí je kniha (ISBN 978-80-7261-156-0), kterou napsal Stephen Covey, americký odborník na rozvoj osobnosti, vedení lidí a motivaci. Knihy se prodalo více než 20 milionů výtisků ve 40 světových jazycích. Časopis Time ji v roce 2011 zařadil mezi 25 nejvlivnějších knih o managementu.

## Obsah
Smyslem knihy má být otevření lidského potenciálu čtenáře, a to pomocí následující struktury:

### Paradigmata a principy
V první části se autor zabývá paradigmaty, což jsou podle něj zjednodušeně brýle, přes které se díváme na svět. Zde uvádí způsoby, jak se zbavit svých paradigmat, která nejsou v souladu s principy. Tyto principy jsou podle Coveyho určité rysy lidské povahy – řadí mezi ně např. férovost, integritu, čestnost, důstojnost, trpělivost, službu. Pokud člověk žije v souladu s nimi, dosáhne maxima svého potenciálu. Pokud je porušuje, nemůže podle Coveyho dosáhnout štěstí a úspěchu ve všech oblastech života. Pro život v souladu s principy je třeba 7 návyků z titulu knihy.
„Tyto principy jsou součástí téměř každého významného náboženství, sociální filozofie nebo etického systému, které prošly zkouškou času a přetrvaly. Jsou natolik evidentní, že jejich existenci není potřeba prokazovat.“

### Osobní vítězství
V druhé části se autor zabývá osobním vítězstvím. Tato část pokrývá první tři návyky:
- Buďte proaktivní
- Začínejte s myšlenkou na konec
- To nejdůležitější dávejte na první místo

Smyslem této části je provést člověka od závislosti na druhých (citové, finanční, emocionální, hodnotící) k nezávislosti. Podle Coveyho je tento proces základem pro zdravý úspěch v životě každého člověka.

### Společné vítězství
Ve třetí části by čtenář měl projít přechodem od nezávislosti ke vzájemnosti. Autor vysvětluje, že samostatný nezávislý člověk došel teprve do poloviny cesty a že bez druhých se daleko nedostane. V této části knihy se autor více zaměřuje i na pracovní život. Do druhé trojice návyků patří:
- Myslete způsobem výhra – výhra
- Nejdříve se snažte pochopit, potom být pochopeni
- Vytvářejte synergii

### Obnova sil
Ve čtvrté a poslední kapitole se autor věnuje dlouhodobému hledisku používání návyků a vyrovnanému způsobu života, který popisuje v posledním návyku:
- Ostřete pilu

Pomocí posledního návyku a všech předchozích dohromady by měl čtenář, který tyto principy opravdu aplikuje, dosáhnout významného zlepšení svého života.

## Ohlasy
Kniha vzbudila od svého vydání velké pozitivní ohlasy, zvláště mezi podnikateli a manažery. Mezi české podnikatele, kteří byli touto knihou pozitivně ovlivněni, patří například Stanislav Bernard, který napsal předmluvu k dotisku českého vydání (2009), nebo manažer Jan Mühlfeit. Autorem předmluvy dalšího dotisku (2012) je přední český psycholog Vladimír Smékal.